# Муравицкий, Василий Александрович
Муравицкий, Василий Александрович (англ. Vasily Muravitsky, укр. Муравицький Василь Олександрович) украинец; род. 29 августа 1984,  Новогуйвинское Житомирская обл., УССР, СССР — украинский журналист, блогер, политзаключённый.
Стал широко известен после ареста 1 августа 2017 г. сотрудниками СБУ Житомирской области и обвинения в государственной измене. Ряд международных правозащитных и журналистских организаций выступили в поддержку Муравицкого. В тюремном заключении провёл 330 дней (11 месяцев).

## Биография
Василий Александрович Муравицкий родился 29 августа 1984 г. пгт. Новогуйвинское Житомирской обл.
В 2001 году окончил Новогуйвинскую общеобразовательную школу. В 2002 году поступил в Житомирский государственный университет им. И. Франка (ЖГУ) на филологический факультет. Член редколлегии студенческой газеты «Универсум». Окончил ЖГУ по специальности редактор-филолог в 2007 году.
В 2007 году вступил в Национальный союз журналистов Украины.
2007—2011 гг. учился в аспирантуре в ЖГУ на кафедре социальная философия. Диссертация «Информационная культура личности в глобальных условиях: социально-философский анализ». Автор научных публикаций по философии. 
2011 г. Муравицкий В. А. занял I место в конкурсе «Журналист года» г. Житомира в номинации «Лучший журналист печатных и электронных СМИ».
2011—2013 гг. главный редактор всеукраинской молодёжной еженедельной газеты «Новая волна плюс».
2013 г. 7-13 декабря участвовал «XVIII Всемирном фестивале молодёжи и студентов» (ВФМС) от Украины.
2014—2017 гг. оппозиционный журналист-публицист, специализация политическая и социальная философия, политология. В статьях писал о политических событиях в Украине, в том числе проводил журналистские расследования.
2022 г. получил политическое убежище в Европейском союзе 

## Реакция на арест и суд
«Комитет защиты журналистов» (США) потребовал освобождения журналиста.
«Репортёры без границ (RSF)» (Франция) потребовал освободить журналиста.
Международная правозащитная организация «Сеть Солидарность» (Берн, Швейцария) признала узником совести.
Правозащитная организация «Amnesty International» признала Василия Муравицкого узником совести.

## Личная жизнь
Женат, воспитывает двух сыновей.

## Книги
- Муравицкий В.А. Великие побеги. Детальное описание и схемы. — М.: Издательство: «Эксмо-Пресс», 2012. — С. 256 с..